# Едвард Сноуден
Е́двард Джо́зеф Сно́уден (англ. Edward Joseph Snowden; *21 червня 1983, Елізабет-Сіті, штат Північна Кароліна) — американський програміст, системний адміністратор, колишній працівник ЦРУ та АНБ США. У червні 2013 року передав газетам The Guardian і The Washington Post інформацію про стеження Агентством національної безпеки США за інформаційними системами багатьох країн світу, що спричинило низку міжнародних скандалів. Сноуден був заочно звинувачений у шпигунстві і оголошений в міжнародний розшук.
Початкову зустріч з журналістами для передачі їм матеріалів Сноуден організував у Гонконгу, звідки згодом переїхав до Росії, де з 1 серпня 2013 отримав тимчасовий політичний притулок. Перед тим він просив політичного притулку у понад 20 інших країн, проте йому відмовили. Зараз проживає в Росії, має безстрокову посвідку на проживання. За повідомленнями від 26.09.22 отримав російське громадянство

## Біографія
Едвард Сноуден не закінчив середньої школи, але навчався у коледжі в штаті Меріленд, де вивчав інформатику. У травні 2004 року вступив на службу до армії США, але після нещасного випадку з переломами обох ніг був змушений демобілізуватися. Пізніше працював охоронцем на об'єктах Агентства національної безпеки при Університеті Меріленда. У 2007 році отримав посаду фахівця комп'ютерних систем у Центральному розвідувальному управлінні США у Женеві, а також пізніше і в Японії.

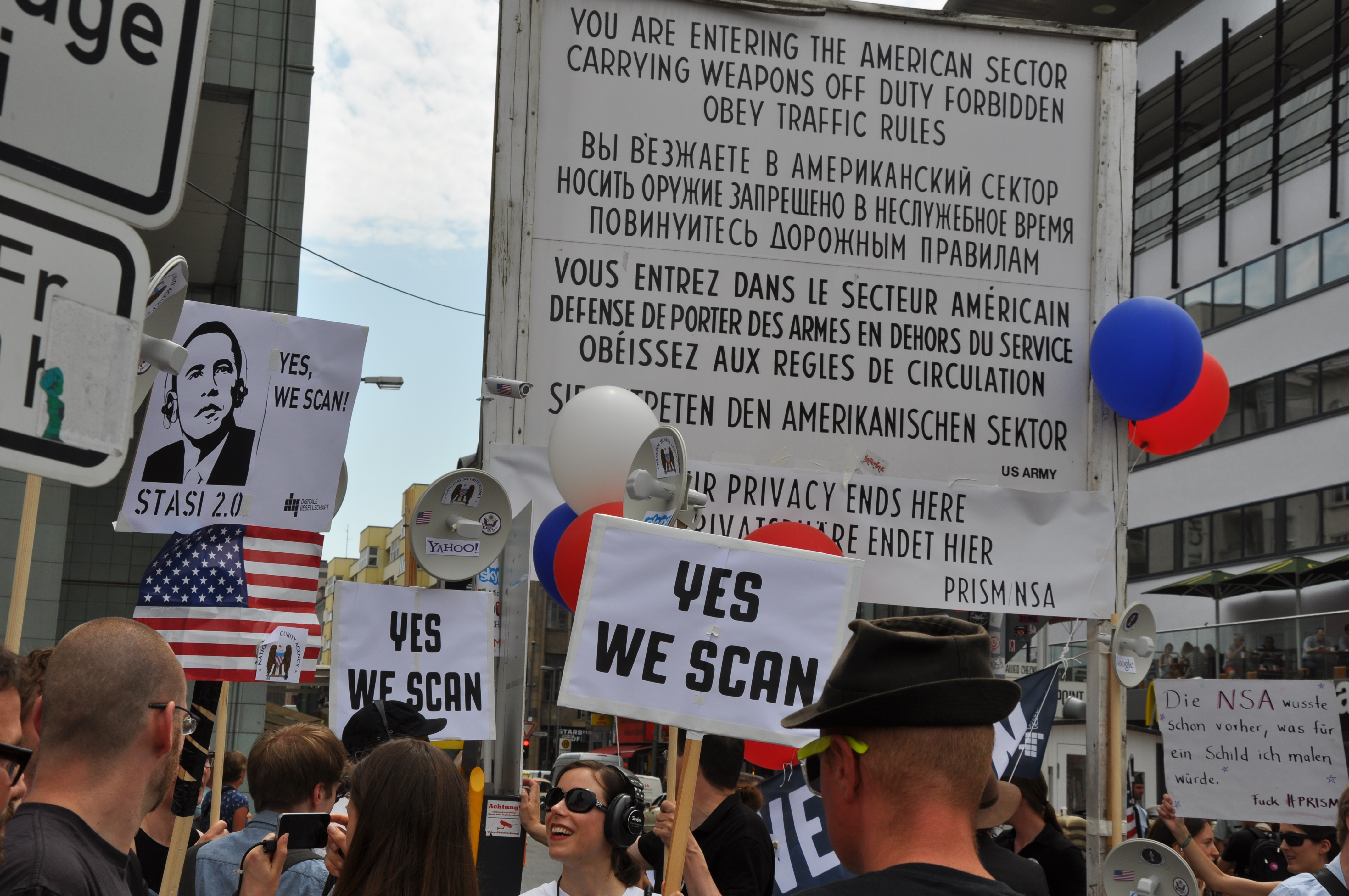
Чекпойнт Чарлі, Берлін, 18 червня 2014

### PRISM
Станом на травень 2013 року працював за контрактом для Агентства національної безпеки на Гавайських островах, займався адмініструванням комп'ютерних систем відомства. За власним визнанням, був задоволений власним життям, його платня у АНБ становила більш ніж 200 000 доларів, але він не поділяв практику прослуховування громадян США і почав збирати докази. Як співробітник АНБ, мав доступ до секретних документів, зокрема розвідувальної програми PRISM, яка займалася прослуховуванням та збором даних про громадян США.
Едвард Сноуден завантажив тисячі секретних документів за допомогою найпростіших загальнодоступних програм. За даними пізнішого розслідування, завантаження проводилося автоматично протягом робочого дня і мало бути легко помічено й припинено. Це неймовірно, тому що місія Агентства національної безпеки (документи якого оприлюднив Сноуден) включає захист країни від найвитонченіших кібератак. Розслідування також з'ясувало, що щонайменше одного разу Сноудену довелося пояснювати колегам свої дії, але він знайшов вихід з цієї ситуації, заявивши, що як системний адміністратор відповідає за обслуговування мережі і при проведенні певних робіт перезберігає дані на інший сервер.
20 травня 2013 року Сноуден взяв відпустку з роботи і виїхав до Гонконгу, де передав журналістам газет Гардіан і Вашингтон пост дані про прослуховування громадян США, які він скопіював раніше. Власний вчинок Сноуден пояснив незгодою із практикою стеження та прослуховування громадян США без об'єктивних причин. В інтерв'ю британській газеті Дейлі Телеграф Сноуден повідомив, що британське агентство електронної безпеки Центр урядового зв'язку переглядало безліч поштових скриньок в інтернеті і шпигувало за власними громадянами ще більше, ніж спецслужби США. GCHQ — спецслужба Великої Британії, відповідальна за ведення радіоелектронної розвідки і за забезпечення захисту інформації органів уряду і армії. Вона була створена після Першої світової війни. За словами Сноудена, агентство активно моніторило міжнародний телефонний та інтернет-трафік, отримавши доступ до відповідних мереж. Загалом управління контролювало 200 кабелів, що дозволяло читати 600 мільйонів повідомлень щодня. Колишній співробітник ЦРУ додав, що навряд чи в цьому факті є якийсь секрет, оскільки служба саме для цього і створювалася. Guardian пише, що 2013 року обробкою інформації займалися 300 аналітиків GCHQ. До даних служби мали доступ 850 тисяч співробітників Агентства з національної безпеки США та фахівців приватних компаній.
Публікація переданих Сноуденом в ЗМІ даних спровокувала гучний скандал як у США, так і за їх межами. Керівництво спецслужб США, виправдовуючи існування програми стеження, заявило, що вона служила інтересам національної безпеки і допомогла запобігти численним злочинам. Американські спецслужби також підкреслили, що діяли винятково у правовому полі країни.
Після оприлюднення даних про шпигунську діяльність АНБ Сноуден заявив про бажання шукати притулку в Ісландії, або іншій країні, яка поділяє його політичні погляди. Провідні правозахисники США і світу, серед них засновник Вікілікс Джуліан Ассанж виступили з підтримкою вчинку Сноудена. На вебсторінці Білого дому було започатковано збір підписів із проханням до Президента США звільнити Едварда Сноудена від кримінальної відповідальності за його вчинок. Тим часом АНБ заявило про проведення службового розслідування діяльності Сноудена і ще не визначилося зі звинуваченнями проти нього.
14 червня 2013 федеральний суд у Вірджинії заочно пред'явив Сноудену звинувачення, в числі яких шпигунство і крадіжка держвласності. США направили Гонконгу запит на екстрадицію Едварда Сноудена. Про це 22 червня в інтерв'ю каналу CBS заявив радник президента США Барака Обами з національної безпеки Том Донілон. Радник президента США також попередив владу Гонконгу, що затягування процесу розгляду запиту про екстрадицію Сноудена «ускладнить двосторонні стосунки», а також «підніме питання про прихильність Гонконгу принципом верховенства права». В ході контактів через посередників з владою міста Сноуден отримав пораду залишити Гонконг.
23 червня 2013 Едвард Сноуден прибув до Москви з Гонконгу, і понад місяць перебував в транзитній зоні аеропорту «Шереметьєво», яку не міг покинути, бо його американський паспорт був анульований. Сноуден повідомив російським правозахисникам, що хоче отримати політичний притулок в РФ і попросив їх про допомогу. 23 липня Федеральна міграційна служба РФ отримала його запит про тимчасовий притулок.
1 серпня 2013 Сноуден отримав тимчасовий притулок в Росії терміном на один рік, що дозволило йому покинути транзитну зону «Шереметьєво». Начальник управління Федеральної міграційної служби Москви Ольга Кирилова повідомила, що він буде поселений за межами Москви. Місце перебування Сноудена не розкривається.
1 листопада 2013 Сноуден через канцлера Німеччини Ангелу Меркель передав листа з проханням про помилування, в якому зокрема зазначено «Говорити правду — не злочин. Я впевнений, що за підтримки міжнародної спільноти уряд США відмовиться від своєї шкідливої діяльності». Проте Білий дім і голови комітетів з розвідувальної діяльності Конгресу США відкинули прохання про помилування Едварда Сноудена.
3 листопада 2020 року Сноуден подав заяву на отримання другого громадянства — в Росії. Основною причиною цього він назвав бажання жити з дружиною та сином.

### Дипломатичні скандали
Документи, розкриті Сноуденом, засвідчили стеження американських спецслужб за дипломатичними установами, за офісами Європейського союзу та ООН. Голова Європарламенту Мартин Шульц заявив про необхідність пояснень від США.
2 серпня 2013 після скандалу з прослуховуванням Німеччина скасувала угоди з США і Великою Британією, які дозволяли західним союзникам ФРН вести стеження на їхній території

#### Літак Ево Моралеса
3 липня 2013 президент Болівії Ево Моралес повертався з Москви, де проводив переговори з країнами-експортерами газу, коли його літак змусили сісти у Відні і оглянули співробітники спецслужб. Австрійські офіційні особи повідомили, що літак обшукали, і пана Сноудена, якого розшукують США за розголошення державних таємниць, там не було. Болівія звинуватила Францію, Португалію, Іспанію та Італію у відмові дозволити політ літака над своєю територією, було заборонено використовувати повітряний простір та аеропорти цих країн.
Болівія висловила обурення через поводження із паном Моралесом і звернулася до лідерів південноамериканських країн з проханням провести екстрену зустріч. У Латинській Америці пройшли акції протесту біля посольств Франції, Іспанії, Італії та Португалії.
Президент Аргентини Крістіна Фернандес де Кіршнер назвала це «образою не тільки братньої країни, а й усього південноамериканського континенту».
Президент Венесуели Ніколас Мадуро написав у Twitter, що він «солідарний з Ево Моралесом, і що Венесуела відповість на цю небезпечну, непропорційну і неприйнятну агресію». «Адміністрація Маріано Рахоя належить до підлих і мерзенних урядів. Влада Венесуели має намір переглянути відносини з Іспанією, але наголошую — це стосується іспанського уряду, а не іспанського народу. Іспанський народ продемонстрував солідарність з Ево Моралесом та Сноуденом. А ось те, що зробив уряд, просто мерзенно», — згодом сказав Ніколас Мадуро.
Президент Еквадору Рафаель Корреа написав у мережі Twitter: «Ми висловлюємо солідарність з Ево Моралесом і хоробрим народом Болівії».
У заяві президента Бразилії Ділми Русефа сказано, що «образа президента Моралеса зачепила не тільки Болівію, а й цілу Латинську Америку».
Терміновий саміт лідерів країн Союзу південноамериканських націй (UNASUR) виступив із заявою про вимогу від урядів Франції, Португалії, Італії та Іспанії публічного вибачення у зв'язку з інцидентом з літаком болівійського президента. Учасники зустрічі засуджують порушення базових норм, принципів міжнародного права і принципу недоторканості глав держави, йдеться у декларації зустрічі, зачитаній міністром закордонних справ Болівії Давидом Чокеуанкою. Документ також містить вимогу до ООН та інших міжнародних організацій зробити відповідні заяви у зв'язку з порушеннями міжнародних договорів і недотриманням недоторканості щодо болівійського лідера.
Франція вибачилася перед Болівією за відмову пропустити через свій повітряний простір президентський літак Ево Моралеса, через, як було сказано, «недостовірну інформацію». Президент Франції Франсуа Олланд сказав, що дозволив проліт літака через французький повітряний простір, ледь йому стало відомо, що йдеться про літак президента Моралеса.

## Відзнаки
У липні 2013 Сноуден став лауреатом «Призу за викриття», премії, яку фінансує Об'єднання німецьких вчених (VDW) і німецьке відділення міжнародної асоціації юристів, що виступають проти ядерної зброї IALANA. Об'єднання VDW засноване 1959 року вченими, що виступали проти атомної зброї. У складі організації близько 400 осіб — вчені, які працюють у найрізноманітніших наукових сферах. У виборі лауреата брало участь і німецьке відділення Transparency International.
У квітні 2014 Едварда Сноудена удостоїли премії Ріденаура в номінації «За повідомлення правди». Нею нагородили також журналістку Лорі Пойтрас, яка опрацьовувала таємні документи, надані Сноуденом. Нагороду заснували Інститут нації (the Nation Institute) та Фундація Фертела (the Fertel Foundation). Премію назвали на честь журналіста Рональда Ріденаура (Ronald L. Ridenhour), який став відомим завдяки розслідуванням убивств мирних жителів американськими солдатами у В'єтнамі. Про Сноудена вийшов документальний фільм Citizenfour: Правда Сноудена (2014), а також біографічний фільм Сноуден (2016).

## Інтерв'ю і виступи
- Едвард постійно дає інтерв'ю, де часто ділиться думками щодо безпеки в інтернеті і захисту від стеження. Зокрема, Едвард виступив на конференції TED через інтернет, на сцені було розміщено екран на підставці, що рухалась. Цей виступ про безпеку в інтернеті було переглянуто більше 5 млн разів.[29][30]
- У листопаді 2015 року Сноуден дав інтерв'ю ресурсу The Intercept, де зазначив, що право на безпеку і конфіденційність в інтернеті є обов'язком для кожного.[31] Це пояснюється, окрім іншого, активним збором і аналізом даних про майже всіх користувачів інтернету, які ведуться великими провайдерами під контролем держав.[32]

## Виноски
1. 1 2  Гардінґ Л. How Edward Snowden went from loyal NSA contractor to whistleblower — Ґардіан, 2014.
2. ↑  Person Profile // Internet Movie Database — 1990.
3. ↑  Vladimir Poutine accorde la nationalité russe au lanceur d'alerte Edward Snowden — 2022.
4. ↑  Putin grants Russian citizenship to U.S. whistleblower Snowden — 2022.
5. ↑  CONOR.Sl
6. ↑  http://archive.is/0SVWZ — 2017.
7. ↑  Booz Allen Statement on Reports of Leaked Information — Booz Allen Hamilton, 2013.
8. ↑  Geni.com — 2006.
9. ↑  Edward Snowden seeks asylum in 20 nations, but gets no immediate takers. www.cbsnews.com (амер.). Архів оригіналу за 6 лютого 2020. Процитовано 10 березня 2020.
10. ↑  Путін надав Сноудену російське громадянство
11. ↑  Star, Barbara (10 червня 2013 р.). Man behind NSA leaks says he did it to safeguard privacy, liberty. CNN. Архів оригіналу за 15 червня 2013. Процитовано 10 червня 2013.
12. ↑  Сноуден розповів, як йому вдалося завантажувати дані і залишатися непоміченим. Архів оригіналу за 22 лютого 2014. Процитовано 10 лютого 2014.
13. ↑  GCHQ is a greater problem than American spies, claims intelligence whistleblower [Архівовано 22 червня 2013 у Wayback Machine.] // The Daily Telegraph, 22-6-2013
14. ↑  Addley, Esther (10 червня 2013 р.). Julian Assange praises Edward Snowden as a hero. The Guardian. Архів оригіналу за 11 червня 2013. Процитовано 10 червня 2013.
15. ↑  Roberts, Dan (10 червня 2013 р.). Edward Snowden's explosive NSA leaks have US in damage control mode. The Guardian. Архів оригіналу за 11 червня 2013. Процитовано 10 червня 2013.
16. ↑  США потребовали от Гонконга экстрадиции Эдварда Сноудена. Архів оригіналу за 27 червня 2013. Процитовано 23 червня 2013.
17. ↑  Едвард Сноуден отримав притулок у Росії. Архів оригіналу за 3 серпня 2013. Процитовано 1 серпня 2013.
18. ↑  Після отримання притулку Сноудена поселять за межами Москви. Архів оригіналу за 1 серпня 2013. Процитовано 1 серпня 2013.
19. ↑  Сноуден подякував Росії за тимчасовий притулок
20. ↑  США відкинули прохання Сноудена про помилування. Архів оригіналу за 7 листопада 2013. Процитовано 4 листопада 2013.
21. ↑  Сноуден вирішив отримати російське громадянство. РБК-Украина (рос.). Архів оригіналу за 15 жовтня 2021. Процитовано 2 листопада 2020.
22. ↑  Німеччина скасувала угоди про прослуховування з США і Великою Британією. Архів оригіналу за 5 серпня 2013. Процитовано 31 серпня 2013.
23. ↑  Справа Сноудена: Іспанія пропустила літак Ево Моралеса. Архів оригіналу за 14 липня 2013. Процитовано 31 серпня 2013.
24. 1 2  Через Сноудена та літак Моралеса Латинська Америка збирається на саміт. Архів оригіналу за 11 серпня 2013. Процитовано 31 серпня 2013.
25. ↑  Від Європи вимагають вибачення за інцидент з Моралесом[недоступне посилання з липня 2019]
26. ↑  Франція вибачилася перед Болівією через затримку президентського літака[недоступне посилання]
27. ↑  Правозащитники в Берлине передадут для Сноудена «Приз за разоблачения». Архів оригіналу за 3 грудня 2013. Процитовано 31 серпня 2013.
28. ↑  Едварда Сноудена нагородять премією Ріденаура. Архів оригіналу за 9 квітня 2014. Процитовано 8 квітня 2014.
29. ↑  Snowden, Edward, Here's how we take back the Internet, архів оригіналу за 17 вересня 2016, процитовано 17 вересня 2016
30. ↑  TED (18 березня 2014), Edward Snowden on How We Take Back the Internet | TED Talks, архів оригіналу за 17 квітня 2016, процитовано 17 вересня 2016
31. ↑  Lee2015-11-12T15:39:08+00:00, Micah LeeMicah. Edward Snowden Explains How To Reclaim Your Privacy. The Intercept. Архів оригіналу за 28 вересня 2016. Процитовано 17 вересня 2016.
32. ↑  Едвард Сноуден: блокувати рекламу необхідно кожному з нас  »  Tokar.ua. Tokar.ua. Архів оригіналу за 5 червня 2017. Процитовано 17 вересня 2016.